# Dinamarca no Festival Eurovisão da Canção Júnior

Dinamarca foi um dos países fundadores do Festival Eurovisão da Canção Júnior em 2003.
Dinamarca tem competido no Festival Eurovisão da Canção Júnior em três ocasiões. O organismo de radiodifusão dinamarquês, DR, organizou o primeiro festival em 2003, depois de ter desenvolvido o predecessor do concurso, o Melodi Grand Prix Nordic.
Em 2005 a DR decidiu retirar do festival para continuar com sua participação no Melodi Grand Prix Nordic, concurso já desaparecido desde 2009.
Desde então, Dinamarca não tem voltado a mostrar interesse neste festival.

## Participação
| #                         | Ano  | Sede        | Artista           | Canção              | Tradução          | Lugar | Pts |
| ------------------------- | ---- | ----------- | ----------------- | ------------------- | ----------------- | ----- | --- |
| 1º                        | 2003 | Copenhague  | Anne Gadegaard    | "Arabiens drøm"     | O sonho da Arábia | 5/16  | 93  |
| 2º                        | 2004 | Lillehammer | Cool Kids         | "Pigen er min"      | A garota é minha  | 5/18  | 116 |
| 3º                        | 2005 | Hasselt     | Nicolai Kielstrup | "Shake Shake Shake" | Agite agite agite | 4/16  | 121 |
| Não participou desde 2005 |      |             |                   |                     |                   |       |     |

## Votações
Dinamarca tem dado mais pontos a:
| Posição | País               | Pontos |
| ------- | ------------------ | ------ |
| 1       | Reino Unido        | 25     |
| 2       | Espanha            | 22     |
| 2       | Noruega            | 22     |
| 3       | Malta              | 19     |
| 4       | Croácia            | 18     |
| 5       | Suécia             | 16     |
| 6       | Países Baixos      | 12     |
| 7       | Bielorrússia       | 10     |
| 8       | Grécia             | 8      |
| 9       | França             | 6      |
| 10      | Macedónia do Norte | 5      |

Dinamarca tem recebido mais pontos de...
| Posição | País               | Pontos |
| ------- | ------------------ | ------ |
| 1       | Noruega            | 32     |
| 1       | Suécia             | 32     |
| 2       | Macedónia do Norte | 27     |
| 3       | Espanha            | 26     |
| 4       | Grécia             | 20     |
| 5       | Malta              | 19     |
| 5       | Bélgica            | 19     |
| 6       | Chipre             | 17     |
| 6       | Roménia            | 17     |
| 7       | Letónia            | 16     |
| 7       | Croácia            | 16     |
| 8       | Reino Unido        | 15     |
| 9       | Bielorrússia       | 14     |
| 10      | Polónia            | 13     |

## 12 pontos
- Dinamarca tem dado 12 pontos a:

| Ano  | País e Bandeira |
| ---- | --------------- |
| 2003 | Reino Unido     |
| 2004 | Espanha         |
| 2005 | Noruega         |